# صفحه‌کلید رایانه

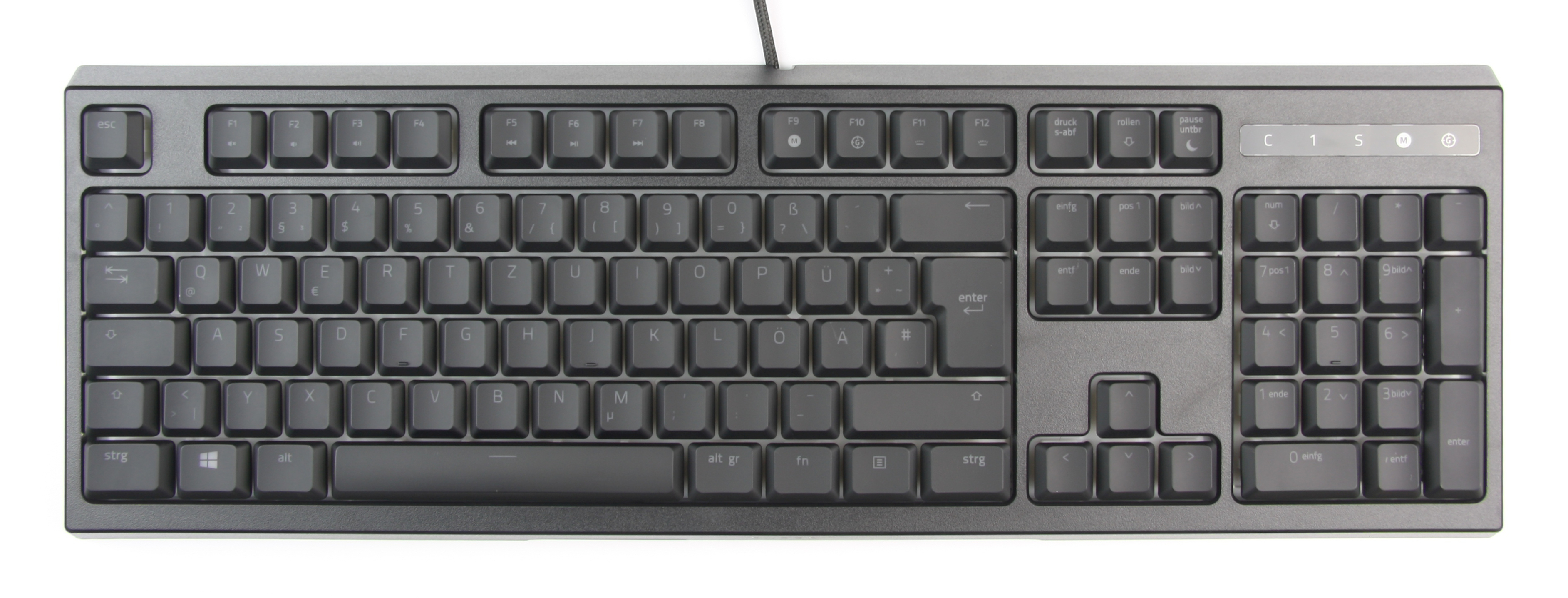
یک صفحه کلید از شرکت ریزر.

کلیدبرگ رایانه یا کیبورد کامپیوتر (به انگلیسی: computer keyboard) یک دستگاه ورودی جانبی است که به کاربر اجازه تایپ می‌دهد. این دستگاه شبیه به ماشین تحریر است که با استفاده از یک آرایش از دکمه‌ها به حالت اهرم مکانیکی یا سوئیچ الکترونیکی عمل می‌کنند. پس از انقراض کارت پانچ و نوار کاغذی کار با صفحه‌کلید شبیه تله تایپ تبدیل به ورودی اصلی برای تعامل با رایانه شد.
از ویژگی‌های معمول صفحه‌کلیدها داشتن دکمه‌هایی است که روی آن پوسته صفحه کلید باشد، بدین‌ترتیب نویسه‌ها یا کاراکترها حکاکی یا چاپ شده‌اند و هر کدام از این دکمه‌ها مربوط به یک نماد نوشتاری است. با این حال، برای تولید برخی از نمادها نیاز به فشار دادن هم‌زمان چند کلید یا به صورت دنباله‌ای از آن ها می باشد. در حالی که اکثر کلیدهای صفحه کلید حروف، اعداد یا نشانه را تولید می‌کنند کلیدهای دیگر یا فشار کلید به‌طور هم‌زمان می‌تواند اقدامات تولید یا اجرای دستورهای رایانه تولید کند. کلیدهای ترکیبی نوعی از فشار دادن همزمان کلیدها با هم است.
با وجود گسترش دستگاه‌های ورودی جایگزین، مانند ماوس، صفحه نمایش لمسی، قلم نوری، تشخیص حروف و تشخیص صدا، صفحه‌کلید دستگاه بیشتر برای استفاده مستقیم ورودی «انسان» حرفی‌عددی (به انگلیسی: alphanumeric) داده‌ها به رایانه باقی می‌ماند. در استفاده معمولی، صفحه‌کلید به عنوان یک رابط ورودی متن برای تایپ متن و شماره درون یک واژه پرداز، ویرایشگر متن یا برنامه‌های دیگر استفاده می‌شود.
در یک رایانه مدرن، تفسیر فشار کلیدی است به‌طور کلی برای نرم‌افزار باقی‌مانده‌است. صفحه کلید رایانه هر کلید فیزیکی را از هر کلید دیگر متمایز و تمام فشار کلیدی به نرم‌افزار کنترل گزارش می‌کند. صفحه کلید هم چنین برای بازی‌های ویدئویی استفاده می‌شود، یا با صفحه کلید به‌طور منظم یا با استفاده از صفحه کلید با ویژگی‌های بازی خاص، صفحه کلید هم چنین دستورها را به سیستم عامل می‌دهد، مانند ترکیب CTRL + ALT + DELETE که پنجره وظیفه را باز می‌کند یا سامانه را خاموش کند. رابط فرمان خطی یک نوعی از رابط کاربری است که کاملاً از طریق صفحه کلید عمل می‌کند.

## پیشینه
انسان ابتدا با استفاده از ماشین تحریر توانست تایپوگرافی کند. با گذر زمان و کاهش مقبولیت کارت‌های پانچ، فناوری جدیدی برای تایپ متون گوناگون پا به عرصه گذاشت که با نام تله پرینتر نام داشت. تله پرینترها در اوایل دهه‌ی۱۸۷۰ به‌عنوان ابزاری برای تایپ و انتقال همزمان داده‌ها در بازار بورس مورد استفاده قرار می‌گرفت. هرمان هولریث اولین شخصی بود که اولین صفحه کلید را به دنیای فناوری عرضه کرد.

## انواع
یکی از عوامل تعیین اندازه یک صفحه کلید وجود کلیدهای تکراری، مانند یک صفحه کلید عددی جداگانه، برای راحتی است. علاوه بر این اندازه صفحه کلید که تا چه حد یک سیستم استفاده می‌شود بستگی دارد. در جایی که یک عمل از ترکیب یا دنباله یا فشار کلید به‌طور هم‌زمان (با کلید تغییر دهنده، پایین را ببینید) تولید می‌شود یا جای که یک کلید را چندبار می‌فشارند، متفاوت است. یکی از صفحه‌کلیدهای با تعداد کم دکمه، صفحه‌شماره است.
یکی دیگر از عوامل تعیین اندازه یک صفحه کلید اندازه و فاصله هر کلید است. کاهش توسط نظر عملی که کلیدهای باید به اندازه کافی بزرگ باشد تا به راحتی توسط انگشتان فشرده شود محدود باشد. طراحی اختصاصی صفحه کلیدها به کاربران آن‌ها اجازه می‌دهد تا با آزادی عمل و راحتی بیشتر در حوزهٔ کاری خود به فعالیت بپردازند.

### استاندارد
صفحه کلید (Keyboard)عدد الفبایی استاندارد دارای کلیدهایی با مراکز سه چهارم اینچ هستند (۰٫۷۵۰ اینچ، ۱۹٫۰۵ میلی‌متر). صفحه کلید رایانه‌های شخصی مثل ۱۰۱ کلید صفحه کلیدهای سنتی آمریکایی یا ۱۰۴ کلید صفحه کلید ویندوز شامل حروف الفبایی، نمادهای نشانه گذاری، اعداد و دکمه‌های عملیات گوناگون هستند. صفحه‌کلیدهای رایج بین‌المللی دارای ۱۰۲ تا ۱۰۵ کلید است که شامل کلید شیفت چپ کوچکتر و یک کلید اضافی با برخی نمادهای بیشتر بین حروف تا کلید سمت چپ است.

### ارگونومیک

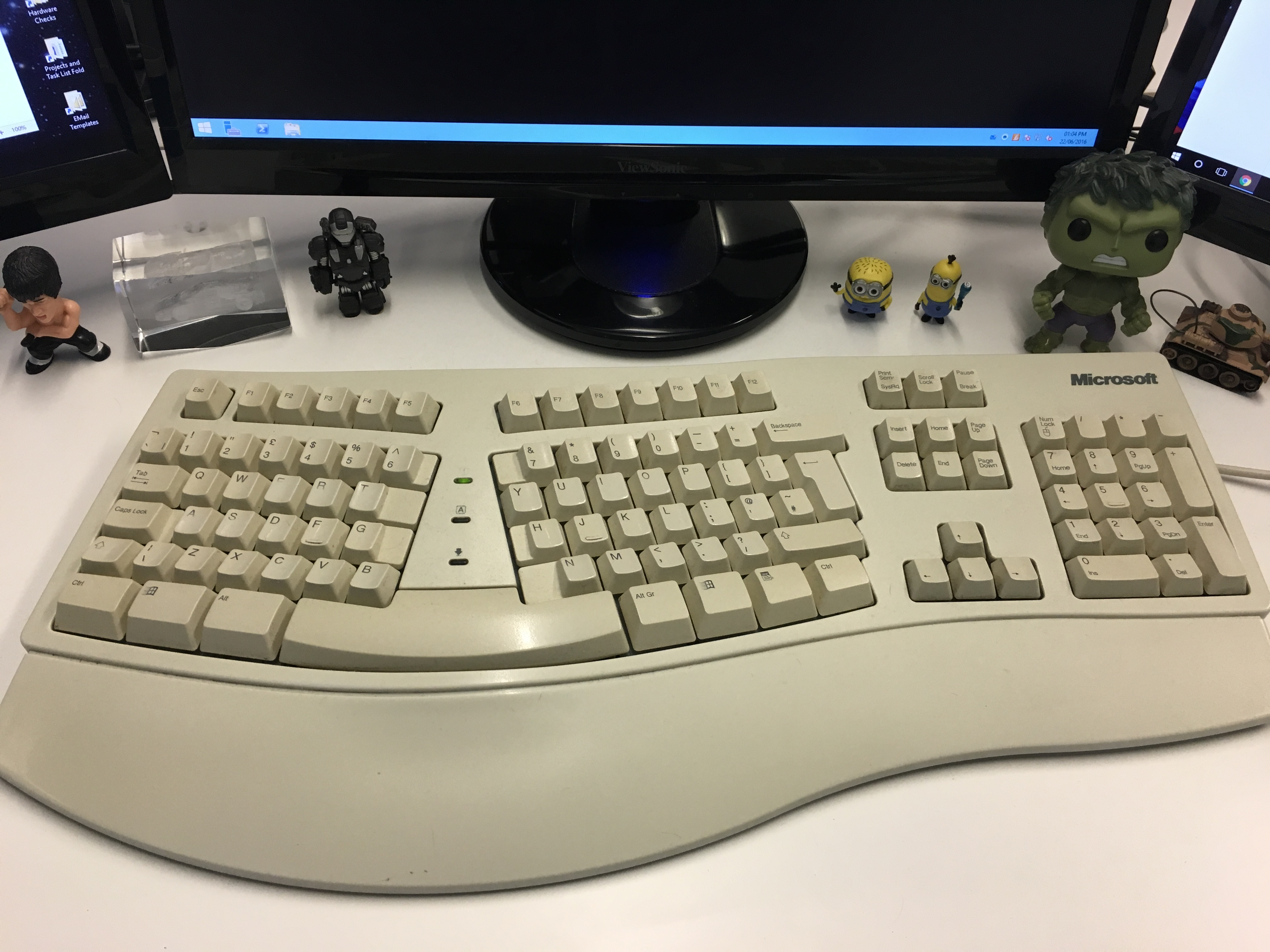
کلیدهای جداشده از هم در کیبوردهای ارگونومیک

این نوع کیبورد مانند حرف A می‌باشد و این امکان را برای کاربر فراهم می‌کند که هنگام کار هر دو دست را در حالت طبیعی قرار دهد و از فشار عضلانی بر روی مچ‌ها و کمر به شدت می‌کاهد. انواع کیبورد ارگونومیک امکان نشستن افراد را در موقعیت‌های مختلف فراهم می‌کند و به دلیل نوع طراحی انعطاف‌پذیری بیشتری را به کاربران خود می‌دهد. برخی از انواع این کیبورد قابلیت تغییر زاویه نیز دارند.

### مکانیکی
کیبوردهای مکانیکی با توجه به اینکه کلیدهای بهتری دارند، قیمت بالاتری دارند و معمولاً بیشتر مورد توجه گیمرها و کاربران حرفه‌ای هستند.

### در اندازه لپ‌تاپ

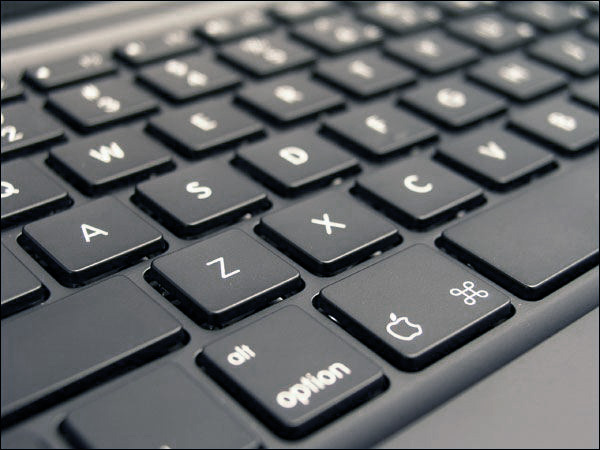
کیبورد جزیره‌ای یا چیکلت با فاصله کم میان دکمه‌ها

دکمه‌های صفحه کلید لپ تاپ (Laptop-size keyboard) معمولاً دارای فاصله کوتاه‌تر برای فشار دکمه است. فاصله کوتاه‌تر و مجموعه کلیدهای کمتر شده‌است. آن‌ها ممکن است صفحه کلید عددی نداشته باشند و کلیدهای عملیات در برخی موارد نسبت به صفحه کلیدهای استاندارد در جای متفاوت قرار گرفته‌اند. مکانیسم به کار رفته در دکمه‌های لپ‌تاپ شبیه سوییچ‌های قیچی است و برخلاف صفحه‌کلیدهای کامل، چندان شباهتی به سوییچ پلاستیکی ندارند.
تعدادی از صفحات کلید لپ تاپ بعد از شکستن دکمه‌ها به جای خود بازنمی‌گردند و مجبور به تعویض کلی صفحه‌کلید می‌باشید.

#### تایپ کاور
تایپ کاور (Type Cover) صفحه کلید مخصوص لپ تاپ‌های مایکروسافت سرفیس است که به‌صورت مغناطیسی به لپ‌تاپ متصل می‌شود.

### صفحه‌کلید تا شدنی
صفحه کلید تاشو یک چیزی بین دو نوع استاندارد و در اندازه لپ‌تاپ است. چینش کلیدها معمولی است اما مثل لپ‌تاپ فشار دکمه‌ها فاصله کم دارد.

### دستی
صفحه کلیدهای دستی ارگونومیک برای شبیه‌سازی دسته‌های بازی طراحی شده‌اند و می‌توانند این چنین استفاده بشوند به جای اینکه روی سطح صاف قرار داده شوند. معمولاً صفحه کلیدهای دسته‌ای تمامی کلیدهای الفبایی و نمادهای رایج که در صفحه کلیدهای استاندارد وجود دارد استفاده می‌کند و بعضی از نمادها تنها با فشار دادن دو کلید در دسترس هستند؛ که یکی از آن‌ها به عنوان کلید عملگر مانند شیفت برای نوشتن حروف بزرگ کاربرد دارد.

### انعطاف‌پذیر

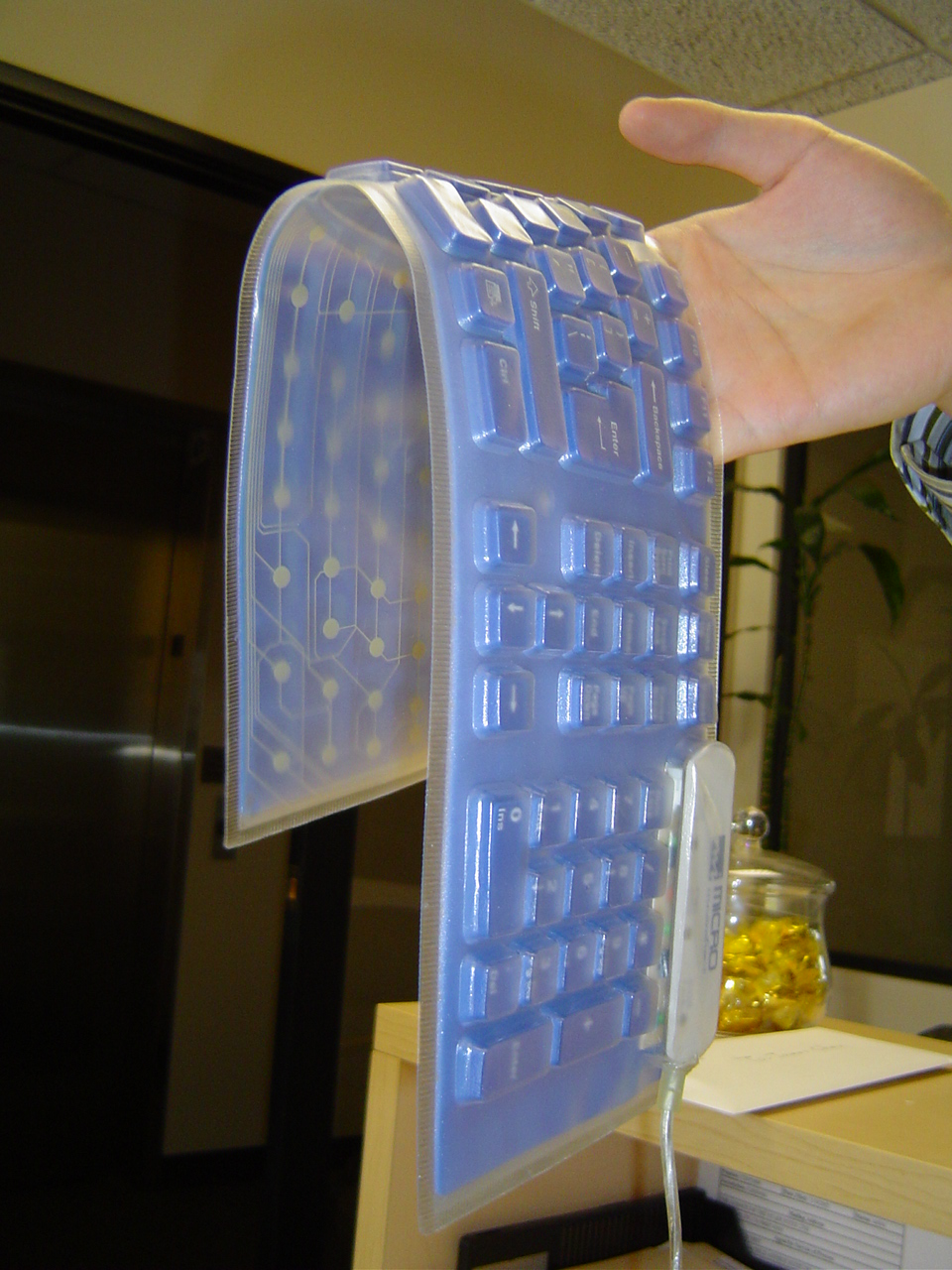
صفحه کلید منعطف

صفحه کلید قابل انعطاف (Flexible keyboard) ترکیبی از کیبورد استاندارد و کیبورد لپ‌تاپ است که دارای تعداد زیادی کلید با فاصله‌های کوتاه است. این کیبوردها غالباً از جنس سیلیکون ساخته می‌شود و در مقابل گرد و غبار و آب مقاوم است این کیبورد معمولاً در محیط‌های آزاد؛ خارج از منزل یا محل کار مناسب است. صفحه کلید انعطاف‌پذیر برای داشتن عملکرد صحیح نیاز به سطحی سخت و صاف دارند که در هنگام استفاده از تا خوردن آن جلوگیری کند چرا که تا شدن سبب آسیب رساندن به مدارهای کیبورد خواهد شد.

### شستی
کیبورد شستی (Thumb-sized keyboard) درتلفن همراه‌های ساده وجود دارد. این نوع صفحه کلید تنها دارای تعداد کمی کلیدهای اصلی است و فضای استفاده کمی دارد اما با این وجود امروزه کاربردهای فراوانی را داراست.

### گیمینگ
کیبورد گیمینگ (Gaming Keyboard) کیبوردی است که مخصوص بازی طراحی شده و معمولاً به نورهای RGB مزین است. کیبوردهای گیمینگ از دکمه‌های مکانیکی سود می‌برند و زمان پاسخگویی سریع‌تری نسبت به دیگر کیبوردها دارند.

## تفاوت کیبورد مکانیکی با معمولی
در حال حاضر کیبورد مکانیکی دوباره در دسترس قرار گرفته و حتی به محبوبیت قابل توجهی نیز رسیده‌است و به عنوان جایگزینی برای کیبوردهای ارزان قیمت در نظر گرفته می‌شود. این کیبوردها قیمت بالاتری دارند اما بسیار با کیفیت‌تر از سایر کیبوردهایی هستند که امروزه در تعداد بسیار زیاد و بدون کیفیت از خط تولید کارخانه‌ها خارج می‌شوند. سازندگان این نوع کیبوردها امروزه آن‌ها را در مدل‌های متنوع و برای طیف‌های مختلف کاربران مانند گیمرها، کاربرانی که ارگونومی برایشان اهمیت دارد یا کاربرانی که کارایی کیبورد برایشان مهم است می‌سازند.

### سازوکار

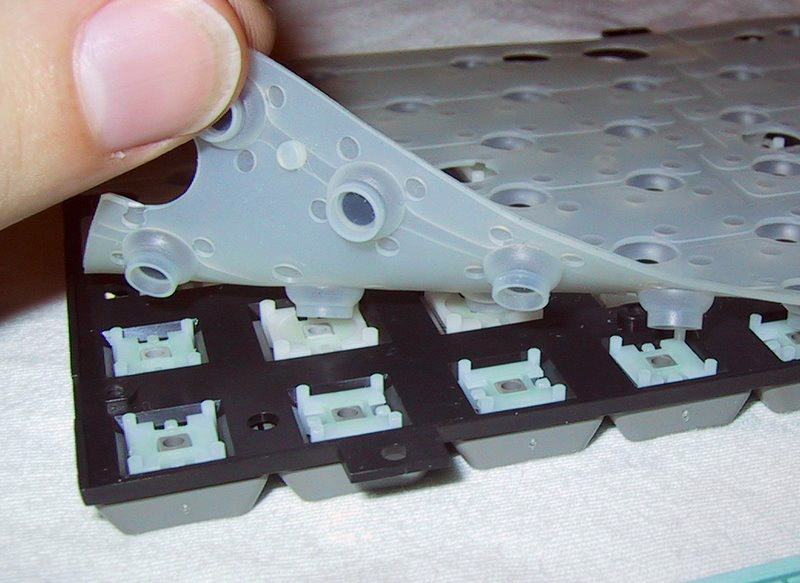

اولین چیزی که یک کیبورد مکانیکی را تعریف می‌کند، کلید سوییچ آن است. امروزه بیشتر کیبوردهای اقتصادی از فناوری Dome Switch استفاده می‌کنند. صفحه کلید شامل مجموعه ای از سوییچ‌ها است که به یک ریزپردازنده متصل می‌گردند. ریزپردازنده وضعیت هر سوئیچ را هماهنگ و واکنش لازم در خصوص تغییر وضعیت یک سوئیچ را از خود نشان خواهد داد. برد مدار چاپی و نقاطی که با گرافیت به هم متصل شده‌اند. در این برد نقاطی قرار دارد که اگر ارتباط آنها به وسیلهٔ یک مادهٔ رسانا برقرار شود، سیگنال مربوطِ را ارسال می‌کنند. برای ارتباط می‌توان از فلز استفاده کرد اما در این صورت صدای زیاد و حس نرمی کلید از بین می‌رود. در این شیوه یک روکش سیلیکونی و گنبدی شکل زیر هر کلید قرار می‌گیرد و با فشردن کلید، این گنبد با برد ماتریسی زیر کلیدها ارتباط برقرار کرده و شناسه مربوط به آن کلید به سیستم ارسال می‌شود. حالت هرمی شکل دکمه‌های لاستیکی است که کار فنر را انجام می‌دهد و کلید به بالا برمی‌گردد. صفحه کلیدها از استفاده از گرافیت و پلاستیک استفاده می‌کنند که به مرور زمان فرسوده می‌شوند.

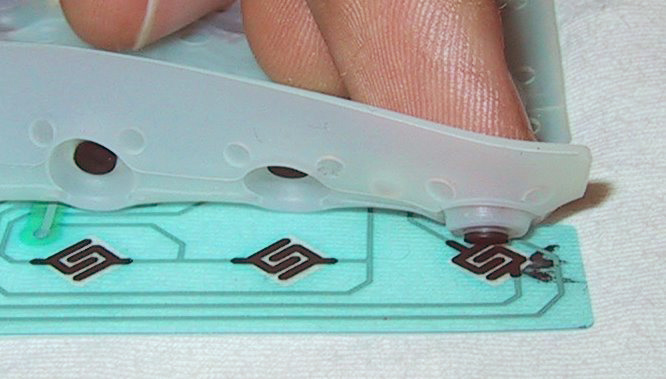

بسیاری از تولیدکنندگان این نوع کیبوردها مدعی هستند هر کلید کیبورد تا ۵۰ میلیون بار قابل فشردن است. یک کیبورد مکانیکی می‌تواند بیشتر از پنج کامپیوتر عمر کند. افزون بر این بازخوردی که این نوع تایپ به وجود میاورد سبب می‌شود رابطه مستقیمی میان انگشتان و حروفی که بر روی مانیتور نقش می‌بندد به وجود آید. کیبورد مکانیکی به خاطر سخت‌افزاری که در تولید آن استفاده می‌شود نسبت به کیبورد معمولی ضخامت، وزن و قیمت بیشتری دارد. تا چندی پیش برند Cherry تنها برندی بود که کلیدهای کیبوردهای مکانیکی تولید می‌کرد. اما حالا به جز کلیدهای Cherry MX کمپانی Cherry Corp یا همان ZF Electronics، سازندگان دیگری هم به جمع تولیدکنندگان اضافه شده‌است. Logitech و Razer دو کمپانی مطرح هستند که در کنار Cherry مشغول تولید کیبوردهای مکانیکی شده‌اند.

## چینش غیر استاندارد و انواع استفاده ویژه

### نرم‌افزار
نرم‌افزارهای صفحه کلید یا صفحه کلید در نمایشگر اغلب گونه‌ای از برنامه‌های رایانه‌ای هستند که تصویری از صفحه‌کلید را بر روی صفحه نمایش می‌دهند. کاربران با استفاده از دیگر وسایل ورودی مانند موشواره(Mouse) یا صفحه لمسی می‌توانند هر یک از کلیدهای مجازی را برای ورود متن فشار دهند.
به دلیل ارزش افزوده و فضای مورد نیاز صفحه کلیدهای سخت‌افزاری این روزها صفحه کلیدهای نرم‌افزاری در بسیاری از گوشی‌های لمسی محبوب شده‌اند. ویندوز شرکت مایکروسافت و مکینتاش و برخی از نسخه‌های لینوکس شامل صفحه کلیدهای نرم‌افزاری هستند که توسط موشواره کنترل می‌شوند. در صفحه کلیدهای نرم‌افزاری با حرکت دادن موشواره و کلیک کردن بر روی حروف، حرف مورد نظر چاپ می‌شود. البته این روش بر روی دستگاه‌های All in one بسیار کار آمد است.

### تصویر سازی (به وسیله لیزر)
صفحه کلیدهای تصویرساز تصویری از کلیدها را به وسیلهٔ لیزر بر روی سطح صاف مجسم می‌کنند. آنگاه صفحه کلید با استفاده از دوربین یا حسگر فروسرخ مشخص می‌کند که انگشت کاربر در کجا حرکت می‌کند و تا هنگامی شمارش کلیدهای فشرده شده ادامه پیدا می‌کند که انگشت کاربر عکس تصویرسازی شده را لمس کند. تصویرسازی صفحه کلیدها می‌تواند صفحه کلید تمام صفحه را از روی نمونه کوچکتر شبیه‌سازی کند.
به دلیل این که کلیدها به سادگی تصویر سازی شده‌اند آن‌ها نمی‌توانند زمانی که لمسش می‌کنند آن را حس کنند. کاربران صفحه کلیدهای تصویرساز اغلب ناراحتی فزاینده‌ای را در نوک انگشتان خود حس می‌کنند که ناشی از فقدان احساس تماس در هنگام تایپ کردن است. برای تصویرسازی صفحه کلید به سطحی صاف و بدون بازتاب نیاز است.

### فناوری صفحه کلیدهای نوری
با نام‌های دیگری همچون صفحه کلیدهای تصویر نوری، صفحه کلید حساس به نور، صفحه کلید تصویری الکتریکی و فناوری تشخیص به‌کارگیری کلید نوری شناخته می‌شود.
فناوری صفحه کلید نوری با استفاده از ابزار انتشار نور و حسگرهای نوری برای شناسایی کلیدها استفاده می‌کند. بیشتر منتشرکننده‌ها و حسگرها در اطراف بر برد مدار چاپی سوار شده‌اند. نور از سمتی به سمت دیگر درون صفحه کلید حرکت می‌کند و تنها به‌وسیلهٔٔ کلیدها متوقف می‌شوند. بیشتر صفحه کلیدهای نوری به دو پرتو نور (پرتو افقی و عمودی) برای شناسایی کلیدهای حقیقی نیاز دارند. برخی از صفحه کلیدهای نوری از ساختار کلید ویژه‌ای برای سد کردن نور در یک الگوی معین و اجازه عبور به تنها یک پرتو نور در هر ردیف از کلیدها (بیشتر پرتو عمودی) استفاده می‌کند.

## چینش کلیدها

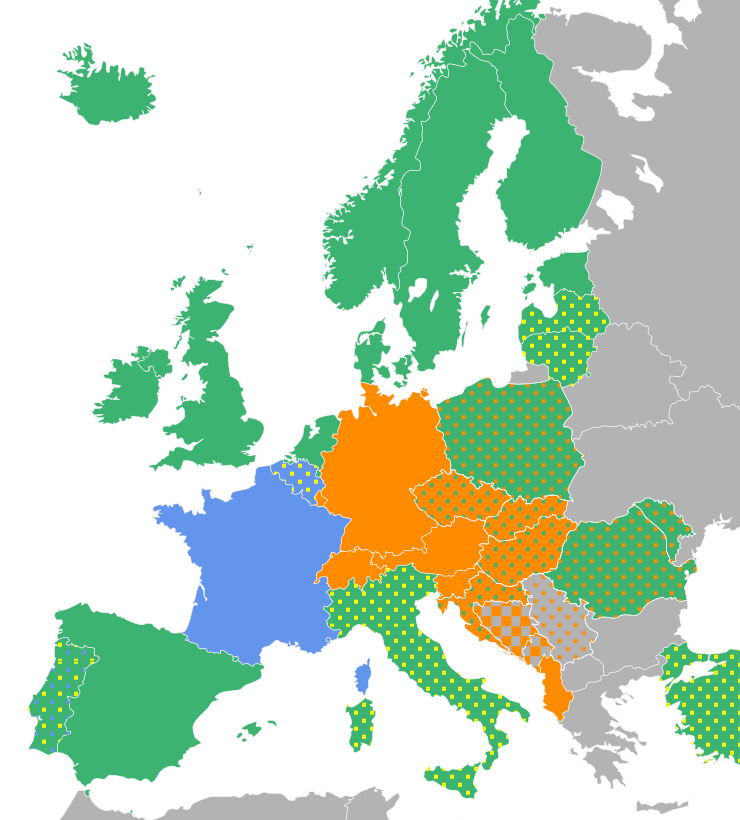
گسترهٔ استفاده از جانمایی صفحه کلید در اروپا:

چینش کلیدهای صفحه کلید در سال ۱۸۷۴ توسط شرکت رمینگتون برای ماشین‌تحریر ارائه شد. در این صفحه کلید دقت شده حروفی که بیشتر استفاده می‌شوند در کنار هم قرار نگیرند.

### QWERTY
رایج‌ترین نوع چیدمان صفحه‌کلیدهای امروزی است. نام QWERTY از شش حرف (کلید) اول قرار گرفته در ردیف حروف بالا سمت چپ تشکیل شده‌است، که از چپ به راست خوانده می‌شود: Q-W-E-R-T-Y در واقع در ابتدا کریستوفر شولز ماشین تحریر مدرن را به صورت عملی در سال ۱۸۶۶ میلادی با همکاری مالی و فنی همکاران خود اختراع کرد ولی کلیدهای ماشین او تراکم نامرتبی داشتند بنابراین دستیار شولز – جیمز دنسمور – پیشنهاد تقسیم‌بندی کلیدها را به دسته حروفی که بیشتر با هم به کار می‌روند داد با این راه حل سرعت تایپ بیشتر می‌شد، این دسته‌بندی استاندارد کیبورد QWERTY (کورتی) نام گرفت.

### QWERTZ
یک جانمائی صفحه‌کلید است که به صورت گسترده در رایانه و ماشین‌تحریر در اروپای مرکزی کاربرد دارد. عنوان این جانمائی برگرفته از ۶ کلید ابتدائی ردیف اول این جانمائی است: Q, W, E, R, T, and Z.

### AZERTY
یک جانمایی صفحه‌کلید خاص است که نویسه‌های الفبای لاتین در ماشین‌تحریر و صفحه‌کلید رایانه بر پایه آن قرار می‌گیرد. عنوان این جانمایی از ابتدای حروف ردیف اول این جانمایی است. مانند جانمائی آلمانی QWERTZ این جانمائی برای انگلیسی کورتی (رایانه) طراحی شده‌است. این جانمائی در بیشتر کشورهای فرانسوی زبان مانند فرانسه و بلژیک کاربرد دارد.

## فاکتورها

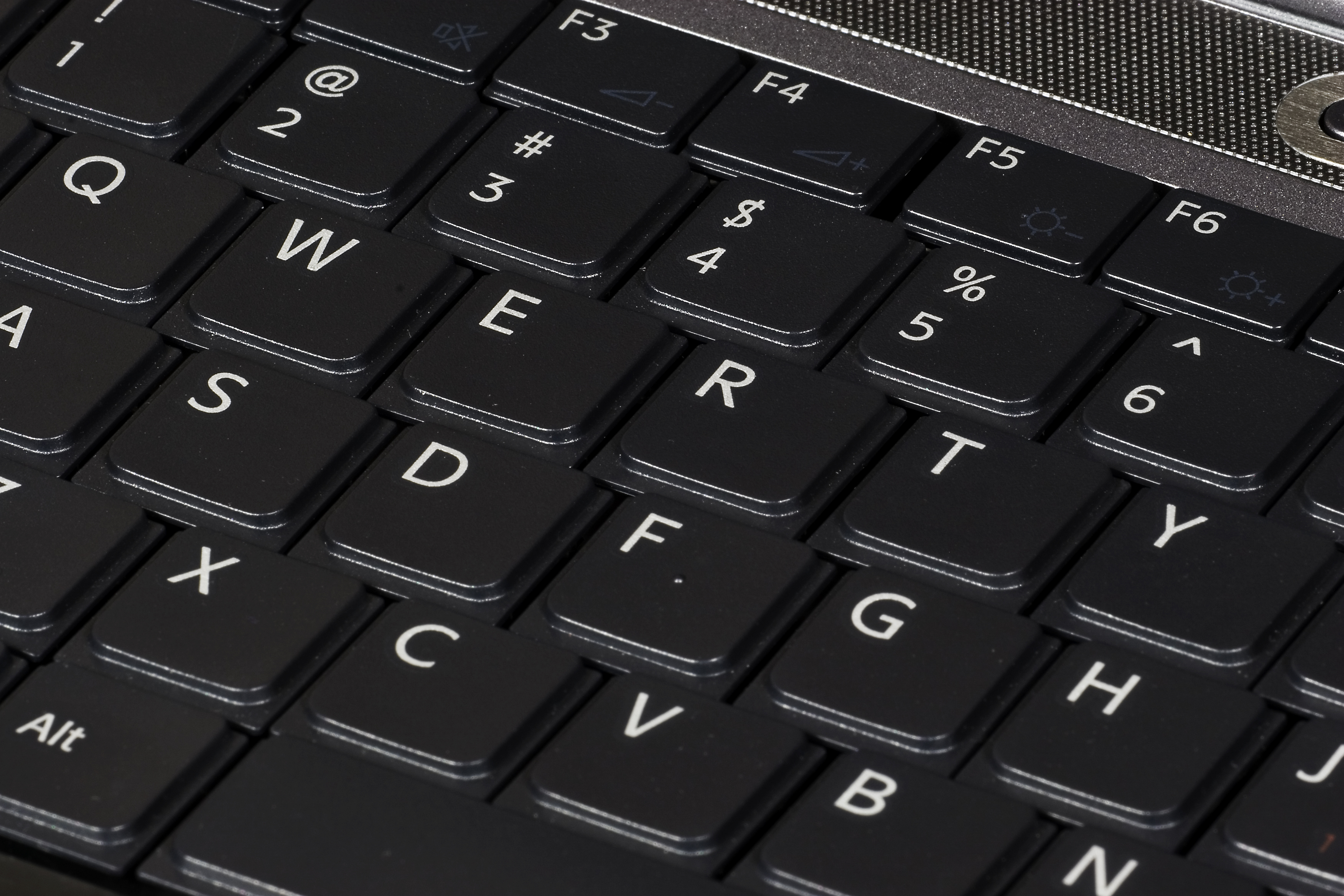
آرگونومی کیبورد

### ارگونومی
ناوب تایپ توسط یک انگشت خاص بایستی حداقل و تناوب حرکت دست‌ها بایستی حداکثر باشد. در غیر این صورت انجام امور تکراری یا کار مداوم با کامپیوتر، موجب پیدایش بیماری سندروم مچ دست (Carpal Tunel) در افراد می‌گردد. سندروم مچ دست نوعی اختلال حاد می‌باشد که عامل بروز آن، فشارهای مکرر، ضربات فیزیکی، وضعیتهای خاص ارثی یا برخی بیماری‌هاست. این اختلال بر بخشی از یک عصب خاص در مچ دست اثر گذاشته و غلاف احاطه‌کننده زردپی مچ دست را ملتهب می‌نماید.
با التهاب رگ‌های کوچک خونی، فشار زیادی به عصب موجود در آن ناحیه وارد شده که این عمل موجب قطع فعالیت عصب می‌گردد. نتیجه این امر احساس درد، از دست دادن سرعت عمل، حالت کرخی در ناحیه مچ دست یا مورمور کردن در زمان خواب در ناحیه مچ دست می‌باشد. طبق تحقیقات صورت گرفته در ارتباط با تأثیر استفاده از طرح بندی‌های مختلف صفحه کلید در پیدایش این بیماری، محققان دریافته‌اند که استفاده از طرح بندی QWERTY به دلیل نزدیکی دست‌ها در زمان تایپ با یکدیگر و توزیع نامناسب فشار بر هرکدام، یکی از عوامل ایجاد سندروم مچ دست می‌باشد. در عین حال جهت کاربران دائمی رایانه نیز استفاده از صفحه کلیدهای NATURAL KEYBOARD توصیه می‌گردد که کلیدهایی نرم داشته و به دلیل وضعیت خاص قرارگیری کلیدها در شیب، اصول ارگونومیک ۳ گانه به خوبی رعایت می‌گردد. البته روش‌های درمانی متعددی جهت بیماری سندروم مچ دست وجود دارد که از جمله آن‌ها می‌توان به داروها، اسپیلت‌های مچی و در شدیدترین حالت به عمل جراحی اشاره نمود.
در برخی از مدل‌های کیبورد مخصوص تایپ، جایگاهی در قسمت پایین کیبورد تعبیه شده‌است تا کاربران در هنگام تایپ، دست خود را بر روی آن قرار داده و در دراز مدت خستگی کمتری را دربرداشته باشد.

### صدا
به دلیل سرعت بالای تایپ تایپیست‌های حرفه ای، کیبوردهای تایپ باید به گونه ای طراحی شده باشند که علاوه بر نرمی کلید، دارای کمترین صدای ممکن در هنگام تایپ باشند.

## تقسیم‌بندی کلیدها
کلیدهای صفحه کلید رایانه براساس کاربردشان به چند دسته تقسیم می‌شوند:
- کلیدهای حرفی‌عددی (Alphanumeric Keys): شامل حروف، اعداد، نشانه‌گذاری و نمادها هستند. کلیدهای کلید جهش(تب)، کلید قفل تبدیل، شیفت، کلید فاصله، پس‌بر (بک اسپیس) و کلید ورود نیز در این دسته قرار دارند.
- کلیدهای کنترلی (Control Keys): این کلیدها به تنهایی یا در ترکیب با دیگر کلیدها برای انجام اقدام خاصی استفاده می‌شوند. کلیدهای کنترلی شامل کلیدهای کلید گریز(اسکیپ)، کنترل (کلید)، آلت، کلید ویندوز، کلید فرمان، کلید چاپ صفحه، کلید درخواست سامانه (System request) و کلید شکست (Break key) می‌شوند.
- کلیدهای تابعی (Function keys): کلیدهای F1 تا F12 برای انجام وظایف خاص پیشبینی شده‌اند. کلیدهای تابعی از برنامه ای به برنامه دیگر متفاوت عمل می‌کنند. کلید F1 اغلب به‌عنوان کلید help مورد استفاده قرار می‌گیرد.[۱۱]
- کلیدهای هدایت (Navigation keys): این کلیدها برای حرکت دادن مکان‌نما استفاده می‌شوند و شامل کلیدهای چهار جهت اصلی (Arrow key) (→↑↓←)، و کلیدهای درج و PageUp ,PageDown ,Home ,End ,Delete است.
- صفحه کلید عددی (Numeric keypad): این بخش از صفحه کلید برای کار راحتتر و سریعتر با اعداد تدارک دیده شده‌است. در این قسمت کلیدهای عددی به صورت یک ماشین حساب معمولی به همراه چهار عمل اصلی قرار گرفته‌اند.

## صفحه‌کلید استاندارد فارسی
چون استاندارد کردن تعداد و شکل حروف و اعداد و علامات در ماشین‌های تحریر فارسی ضروری بود در سال ۱۳۵۲ کمیسیونی از نمایندگان تولیدکنندگان و مصرف‌کنندگان و برخی اشخاص علاقه‌مند و خبره تشکیل شد و پس از بررسی‌های جامعی که دربارهٔ این موضوع به عمل آورد تصمیم گرفت که اولاً حداقل تغییرات ممکن را در ترتیب حروف و اعداد و علامات به عمل آورد تا تایپیست‌هایی که به حروف سابق عادت کرده‌اند دچار سردرگمی نشوند و تعویض سنگین ماشین تحریرهای موجود به مردم و دولت وارد نشود و همچنین حروف، علامات و اعداد در ماشین‌های تحریر فارسی از نظر تعداد، شکل و ترتیب استاندارد شوند تا کلیه ماشین‌های تحریر که به صورت تجاری وارد کشور می‌شوند از جهات مذکور یکنواخت گردند و در نهایت استاندارد صفحه کلید ایزیری ۸۲۰ شکل گرفت.
چینش صفحه‌کلید فارسی در ویندوز، با چینش استاندارد ملی ایران، متفاوت است. در حالی که در توزیع‌های گنو/لینوکس این استاندارد صفحه‌کلید به صورت پیش‌فرض رعایت گردیده‌است. استاندارد ملی شمارهٔ ۹۱۴۷ ایران به صورت زیر است:
این استاندارد جایگزین استاندارد ملی ایران شمارهٔ ۲۱۰۹ شد، که افزون بر آن دارای حالت استفاده از دگرساز راست است.

## صفحه‌کلید فارسیِ مایکروسافت
صفحه‌کلید فارسی مایکروسافت به صورت پیش‌فرض روی ویندوز وجود دارد.
در نسخه‌های جدید این سیستم‌عامل، که ویندوز ۸ و ۸٫۱ (ویندوز آبی) نامگذاری شده‌اند، صفحه‌کلید فارسی دیگری با نام فارسی (استاندارد) (به انگلیسی: Persian (Standard)) اضافه شده و قابل فعال‌سازی است؛ این صفحه‌کلید شباهت بیشتری به صفحه‌کلید استاندارد ملی ایران (۹۱۴۷) دارد.

## میان‌بر صفحه‌کلید
در سیستم عامل‌های جدید، کلیدهای ترکیبی یا کلیدهای میانبر کاربرد گسترده‌ای پیدا کرده‌اند. با فشار دادن به ترتیب چندین کلید در صفحه کلیدها می‌توان دستورها را به سرعت انجام داد. برای مثال: به‌جای استفاده از ماوس برای کلیک کردن روی آیکان This PC، می‌توان با فشردن Start و بعد E این کار را در چندین ثانیه سریع‌تر انجام داد.

## تمیز کردن
صفحه کلید رایانه، به دلیل سختی تمیزکاری آن؛ محل بیشترین باکتری‌ها است که متخصصان بیماری‌های عفونی بر این باورند که مسری‌ترین شیء برای انتقال امراض خصوصاً در محل‌های کار، صفحه کلید رایانه است. رایانه‌های رومیزی و کیفی، به دلیل ارتباط کم آن‌ها با صورت نسبت به رایانه‌های جیبی، کمتر ضدعفونی می‌شوند.
برعکس کردن صفحه کلید و تکان دادن یا ضربه زدن آن جزو ابتدایی نوع تمیزکاری صفحه کلید محسوب می‌شود. برای تمیز کردن یا خشک کردن آب ریخته شده بر روی صفحه کلید می‌بایست کلیدهای آن از بدنه جدا شوند. بدین ترتیب ابتدا باید با عکس برداری واضح از کلیدها محل دقیق آن‌ها را شناسایی و ثبت کرده تا پس از درآوردن کلیدها، تمیز کردن بدنه و قراردادن کلیدها دچار جابجایی اشتباه کلیدها نشویم. تمیز کردن صفحه کلید لپ تاپ ها کمی دشوار است به‌خصوص زمانی که یک مایع مانند نوشیدنی بر روی آن ریخته شود. به علت طراحی شدن صفحه کلید لپ تاپ بر روی مدارهای اصلی لپ تاپ، ممکن است ریخته شدن مایع بر روی آن موجب سوختن مدارهای داخلی نیز بشود. ابتدایی‌ترین کار این است که لپ تاپ را از پریز برق کشیده و آن را برعکس کرده تا جاذبه باعث ریخته شدن بیشتر مایع درون قطعه‌ها نشود.

## کاربردهای دیگر
صفحه کلیدها می‌توانند به پلی‌استیشن ۴ و با استفاده از یواس‌بی اوتی‌جی، به تلفن همراه متصل شوند.

## شرکت‌ها
لاجیتک و مایکروسافت را می‌توان به عنوان بزرگترین تولیدکنندگان کیبورد استاندارد در جهان نام برد. گرین، فراسو، اکس‌پی-پروداکت و تِسکو از شرکت‌های تولیدکننده صفحه کلید در کشور ایران هستند.

## رابط‌ها

### دی‌آی‌ان
اولین کیبوردهای تولید شده توسط شرکت آی‌بی‌ام، از پورت دی‌آی‌ان استفاده می‌کردند.

### پی‌اس/۲
یک کانکتور رابط مینی-دی‌آی‌ان (به انگلیسی: mini-DIN) ۶ پایه به رنگ بنفش است که برای اتصال برخی از صفحه کلیدها و موشواره‌ها به یک رایانهٔ سازگار با پی‌سی استفاده می‌شود. از عمده مشکلات این پورت می‌توان به کج شدن پایه‌های آن درصورت اتصال نادرست، اشاره کرد.

### یواس‌بی
سرانجام شرکت‌های تولیدکننده قطعات کامپیوتری پورت USB (نوع A) را به عنوان یک پورت استاندارد برای اتصال محصولات خود استفاده کردند. در حال حاضر اکثر کیبورد و ماوس‌های تولیدی توسط شرکت‌های مطرح جهانی با رابط اتصال USB عرضه می‌شوند. همچنین صفحه‌کلیدهای بی‌سیم نیز دارای یک دانگل هستند که براساس یواس‌بی (نوع A) است. این پورت‌ها علاوه بر رایج بودن و سرعت بیشتر، بسیار از معایب پورت‌های قبلی را نیز مرتفع کرده‌اند.

## درایور دستگاه
صفحه کلیدها نیز مانند هر سخت‌افزار ورودی رایانه برای‌شناسی (recognition) توسط سیستم عامل، نیاز به نصب درایور مخصوص خود را دارند. معمولاً صفحه کلیدها با یک مینی سی‌دی حاوی درایور مخصوص به فروش می‌رسند.